# 1927-es Tour de France
Az 1927-es Tour de France volt a 21. francia körverseny. 1927. június 19-e és július 17-e között rendezték. Újra Párizsban kezdődött a verseny, az 5.340 kilométeres távot 24 szakaszra bontották, így 221 kilométer lett az átlagos szakaszhossz az előző évek 338 kilométeres átlagához képest. A sík szakaszokon új rendszert vezettek be, csapatokként indítottak, 15 perces különbséggel, az utolsó csoportban a csapaton kívüli egyéni indulókkal. Az esélyes  Francis Pélissier a harmadik szakaszig vezetett, ekkor azonban visszalépett. Ezután a luxemburgi Nicolas Frantz vette át a vezetést és a végén 1 óra 48 perces előnnyel ért célba.

## Szakaszok
| Szakasz | Időpont    | Végpontok                      | Jellege         | Hossz (km) | Szakaszgyőztes                | Összetett első           |
| ------- | ---------- | ------------------------------ | --------------- | ---------- | ----------------------------- | ------------------------ |
| 1       | június 19. | Párizs – Dieppe                | Csapat időfutam | 180        | Francis Pélissier (FRA)       | Francis Pélissier (FRA)  |
| 2       | június 20. | Dieppe – Le Havre              | Csapat időfutam | 103        | Maurice Dewaele (BEL)         | Francis Pélissier (FRA)  |
| 3       | június 21. | Le Havre – Caen                | Csapat időfutam | 225        | Hector Martin (BEL)           | Francis Pélissier (FRA)  |
| 4       | június 22. | Caen – Cherbourg               | Csapat időfutam | 140        | Camille van de Casteele (BEL) | Francis Pélissier (FRA)  |
| 5       | június 23. | Cherbourg – Dinan              | csapat időfutam | 199        | Ferdinand Le Drogo (FRA)      | Francis Pélissier (FRA)  |
| 6       | június 24. | Dinan – Brest                  | Csapat időfutam | 206        | André Leducq (FRA)            | Ferdinand Le Drogo (FRA) |
| 7       | június 25. | Brest – Vannes                 | Csapat időfutam | 207        | Gustaaf van Slembrouck (BEL)  | Hector Martin (BEL)      |
| 8       | június 26. | Vannes – Les Sables-d’Olonne   | Csapat időfutam | 204        | Raymond Decorte (BEL)         | Hector Martin (BEL)      |
| 9       | június 27. | Les Sables d'Olonne – Bordeaux | Csapat időfutam | 285        | Adelin Benoit (BEL)           | Hector Martin (BEL)      |
| 10      | június 28. | Bordeaux – Bayonne             | Sík szakasz     | 189        | Pé Verhaegen (BEL)            | Hector Martin (BEL)      |
| 11      | június 30. | Bayonne – Luchon               | Hegyi szakasz   | 326        | Nicolas Frantz (LUX)          | Nicolas Frantz (LUX)     |
| 12      | július 2.  | Luchon – Perpignan             | Hegyi szakasz   | 427        | Gustaaf van Slembrouck (BEL)  | Nicolas Frantz (LUX)     |
| 13      | július 4.  | Perpignan – Marseille          | Sík szakasz     | 360        | Maurice Dewaele (BEL)         | Nicolas Frantz (LUX)     |
| 14      | július 5.  | Marseille – Toulon             | Csapat időfutam | 120        | Antonin Magne (FRA)           | Nicolas Frantz (LUX)     |
| 15      | július 6.  | Toulon – Nice                  | Hegyi szakasz   | 220        | Nicolas Frantz (LUX)          | Nicolas Frantz (LUX)     |
| 16      | július 8.  | Nice – Briançon                | Hegyi szakasz   | 275        | Julien Vervaecke (BEL)        | Nicolas Frantz (LUX)     |
| 17      | július 9.  | Briançon – Evian               | Hegyi szakasz   | 283        | Pé Verhaegen (BEL)            | Nicolas Frantz (LUX)     |
| 18      | július 11. | Evian – Pontarlier             | Csapat időfutam | 213        | Adelin Benoit (BEL)           | Nicolas Frantz (LUX)     |
| 19      | július 12. | Pontarlier – Belfort           | Csapat időfutam | 119        | Maurice Geldhof (BEL)         | Nicolas Frantz (LUX)     |
| 20      | július 13. | Belfort – Strassbourg          | Csapat időfutam | 145        | Raymond Decorte (BEL)         | Nicolas Frantz (LUX)     |
| 21      | július 14. | Strassbourg – Metz             | Csapat időfutam | 165        | Nicolas Frantz (LUX)          | Nicolas Frantz (LUX)     |
| 22      | július 15. | Metz – Charleville             | Csapat időfutam | 159        | Hector Martin (BEL)           | Nicolas Frantz (LUX)     |
| 23      | július 16. | Charleville – Dunkerque        | Csapat időfutam | 270        | André Leducq (FRA)            | Nicolas Frantz (LUX)     |
| 24      | július 17. | Dunkerque – Párizs             | Sík szakasz     | 344        | André Leducq (FRA)            | Nicolas Frantz (LUX)     |

## Végeredmény
|                          | Versenyző        | Csapat          | Idő             |
| ------------------------ | ---------------- | --------------- | --------------- |
| 1                        | Nicolas Frantz   | Alcyon-Dunlop   | 198 óra 16' 42" |
| 2                        | Maurice De Waele | Labor-Dunlop    | +1 óra 48' 21"  |
| 3                        | Julien Vervaecke | Armor-Dunlop    | +2 óra 25' 06"  |
| 4                        | André Leducq     | Thomann-Dunlop  | +3 óra 02' 05"  |
| 5                        | Adelin Benoit    | Alcyon-Dunlop   | +4 óra 45' 01"  |
| 6                        | Antonin Magne    | Alleluia-Wolber | +4 óra 48' 23"  |
| 7                        | Pé Verhaegen     | J. B. Louvet    | +6 óra 18' 36"  |
| 8                        | Julien Moineau   | Alleluia-Wolber | +6 óra 36' 17"  |
| 9                        | Hector Martin    | J. B. Louvet    | +7 óra 07' 34"  |
| 10                       | Maurice Geldhof  | J. B. Louvet    | +7 óra 16' 02"  |
| 142 induló 39 célba érő. |                  |                 |                 |